# Донні Прітцлафф
Донні Прітцлафф (англ. Donny Pritzlaff; нар. 23 січня 1979, Ред-Банк, штат Нью-Джерсі) — американський борець вільного стилю, бронзовий призер чемпіонатів світу, срібний призер Панамериканського чемпіонату, бронзовий призер Кубку світу.

## Життєпис
У 1998 році став чемпіоном світу серед юніорів.
Виступав за борцівський клуб «Badger». Тренер — Баррі Девіс. Дворазовий чемпіон (2000, 2001 рр.) Національної асоціації студентського спорту (NCAA). Навчався в університеті Вісконсина, вивчав соціологію. Включений до Зали спортивної слави Вісконсина.
Після завершення спортивної кар'єри перейшов на тренерську роботу. Працював асистентом тренера в університетах Вісконсина, Гофстра та Мічигану.

## Спортивні результати на міжнародних змаганнях

### Виступи на Чемпіонатах світу
| Змагання                        | Збірна | Вагова категорія          | Місце  |
| ------------------------------- | ------ | ------------------------- | ------ |
| Чемпіонат світу з боротьби 2006 | США    | вільна боротьба, до 74 кг | Бронза |

### Виступи на Панамериканських чемпіонатах
| Змагання                                   | Збірна | Вагова категорія          | Місце  |
| ------------------------------------------ | ------ | ------------------------- | ------ |
| Панамериканський чемпіонат з боротьби 2006 | США    | вільна боротьба, до 74 кг | Срібло |

### Виступи на Кубках світу
| Змагання                    | Збірна | Вагова категорія          | Місце  |
| --------------------------- | ------ | ------------------------- | ------ |
| Кубок світу з боротьби 2007 | США    | вільна боротьба, до 74 кг | Бронза |

### Виступи на інших змаганнях
| Змагання                               | Збірна | Вагова категорія          | Місце  |
| -------------------------------------- | ------ | ------------------------- | ------ |
| Міжнародний меморіал Дейва Шульца 2002 | США    | вільна боротьба, до 74 кг | Золото |
| Міжнародний меморіал Дейва Шульца 2003 | США    | вільна боротьба, до 74 кг | 4      |
| Міжнародний меморіал Дейва Шульца 2004 | США    | вільна боротьба, до 74 кг | 4      |
| Міжнародний меморіал Дейва Шульца 2005 | США    | вільна боротьба, до 74 кг | Золото |
| Золотий Гран-прі з боротьби 2006       | США    | вільна боротьба, до 74 кг | Бронза |
| Міжнародний меморіал Дейва Шульца 2008 | США    | вільна боротьба, до 74 кг | Бронза |

### Виступи на змаганнях молодших вікових груп
| Змагання                                      | Збірна | Вагова категорія          | Місце  |
| --------------------------------------------- | ------ | ------------------------- | ------ |
| Чемпіонат світу з боротьби серед юніорів 1998 | США    | вільна боротьба, до 70 кг | Золото |